# Styloctetor stativus
Styloctetor stativus là một loài nhện trong họ Linyphiidae.
Loài này thuộc chi Styloctetor. Styloctetor stativus được Eugène Simon miêu tả năm 1881.